# Polysyncraton magnetae
Polysyncraton magnetae är en sjöpungsart som beskrevs av Roxanne Irene Hastings 1931. Polysyncraton magnetae ingår i släktet Polysyncraton och familjen Didemnidae. Inga underarter finns listade i Catalogue of Life.